# Expédition 50 (ISS)
Insigne de la mission
Équipage de l'expédition 50
Chronologie
Expédition 49 Expédition 51
L'Expédition 50 est le 50e roulement de l'équipage permanent de la Station spatiale internationale (ISS). La mission s'étale du 30 octobre 2016 au 10 avril 2017 et est commandée par l'Américain Robert Kimbrough.

## Équipage

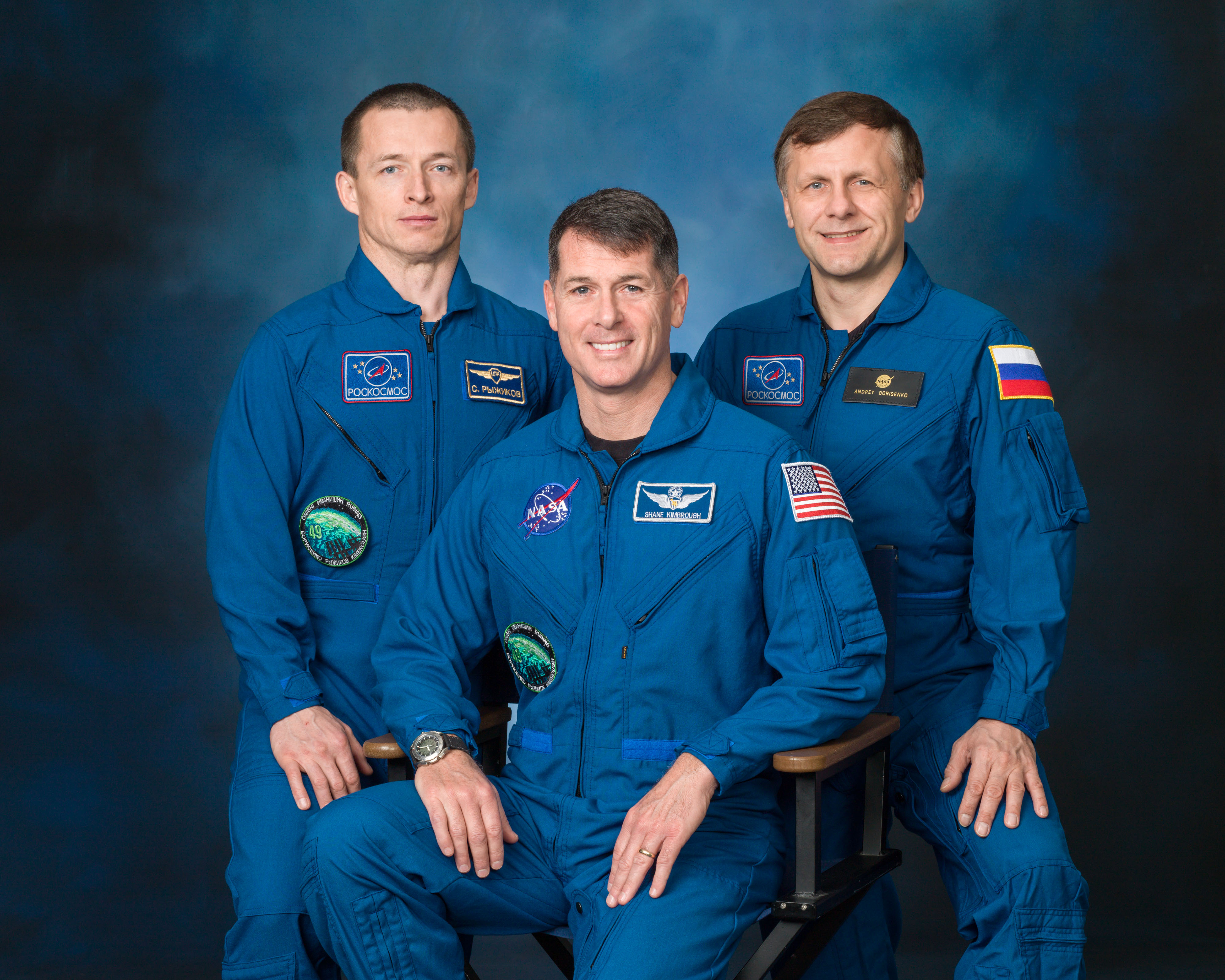
L'équipage du Soyouz MS-02 : Andrei Borisenko, Sergueï Ryzhikov et Robert Kimbrough.

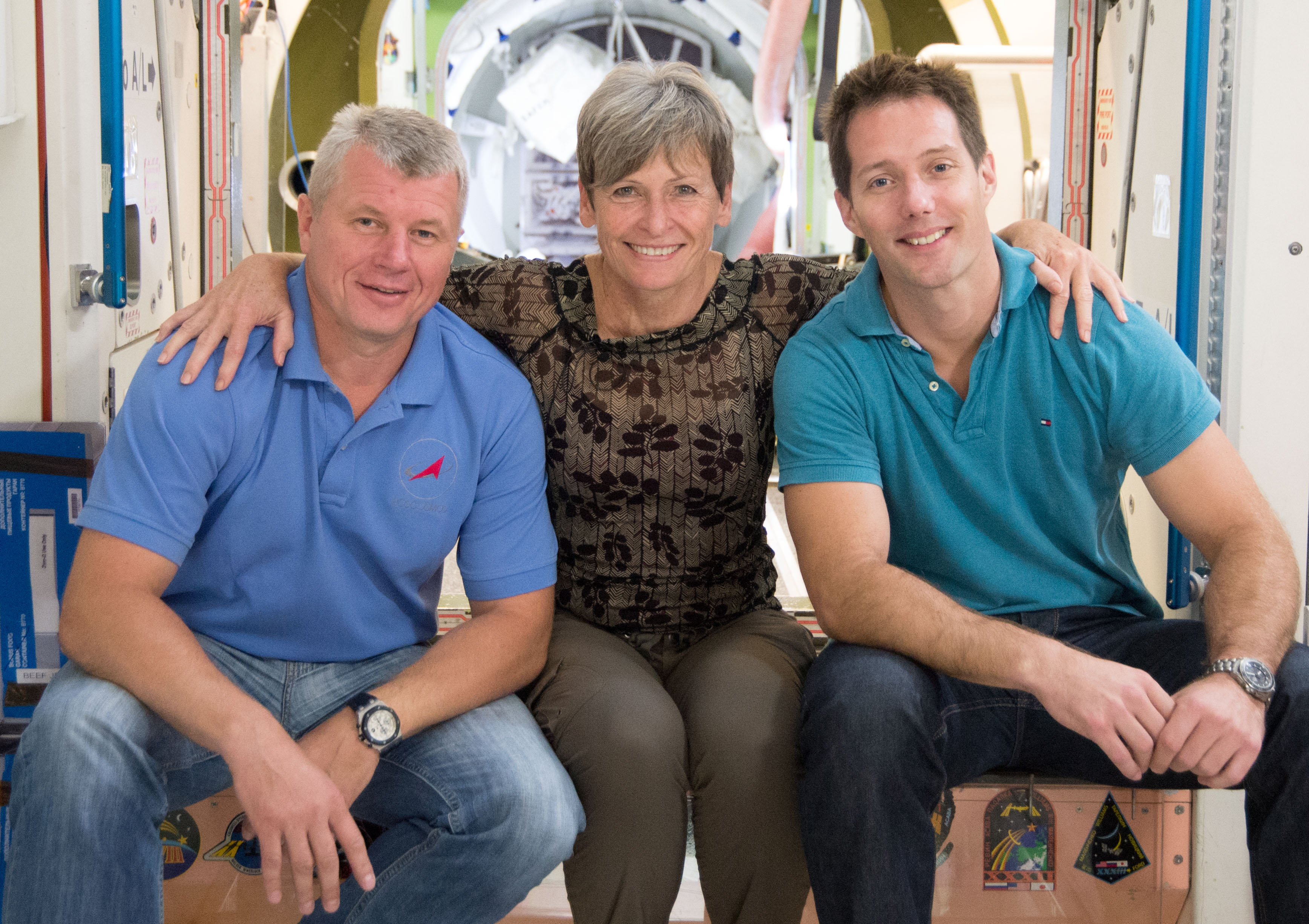
L'équipage du Soyouz MS-03 : Oleg Novitskiy, Peggy Whitson et Thomas Pesquet.

| Rôle               | Première partie (octobre à novembre 2016) | Seconde Partie (novembre à avril 2017) |                                   |
| ------------------ | ----------------------------------------- | -------------------------------------- | --------------------------------- |
| Commandant         | Robert Kimbrough NASA                     | Robert Kimbrough NASA                  |                                   |
| Ingénieur de vol 1 | Sergueï Ryjikov RSA 1er vol spatial       | Sergueï Ryjikov RSA 1er vol spatial    |                                   |
| Ingénieur de vol 2 | Andreï Borissenko, RSA 2e vol spatial     | Andreï Borissenko, RSA 2e vol spatial  |                                   |
| Ingénieur de vol 3 |                                           | Peggy Whitson NASA 3e vol spatial      | Peggy Whitson NASA 3e vol spatial |
| Ingénieur de vol 4 |                                           | Oleg Novitski, RSA 2e vol spatial      |                                   |
| Ingénieur de vol 5 |                                           | Thomas Pesquet, ESA 1er vol spatial    |                                   |

## Déroulement de l'expédition
L'expédition 50 commence le 30 octobre 2016 quand le Soyouz MS-01 rentre sur Terre. Le commandant de l'expédition 49, Anatoli Ivanichine, passe alors le commandement de l'ISS à Kimbrough. L'ISS reste alors un peu plus de 15 jours avec seulement trois astronautes, le trio du Soyouz MS-02 (Kimbrough, Borissenko et Ryjikov).
L'expédition 50 est complétée par l'arrivée de Novitski, Whitson et Pesquet à bord du Soyouz MS-03 le 19 novembre suivant.
L'équipage accueille les vaisseaux cargos Progress MS-04 le 1er décembre (échec, le cargo explose en vol), puis HTV 2 le 9 décembre, Dragon CRS-10 le 19 février, et enfin Progress MS-05 le 22 février. 
Quatre sorties extravéhiculaires (EVA) sont effectuées par Kimbrough, Whitson et Pesquet les 6 et 13 janvier et les 24 et 30 mars pour modifier le système électrique de la station (changement de batteries), déplacer l’élément PMA3 et réaliser  des entretiens divers du complexe orbital.
L'expédition se termine le 10 avril 2017 avec le retour sur Terre de l'équipage du Soyouz MS-02. Novitski, Whitson et Pesquet enchaînent alors avec l'expédition 51.

## Galerie

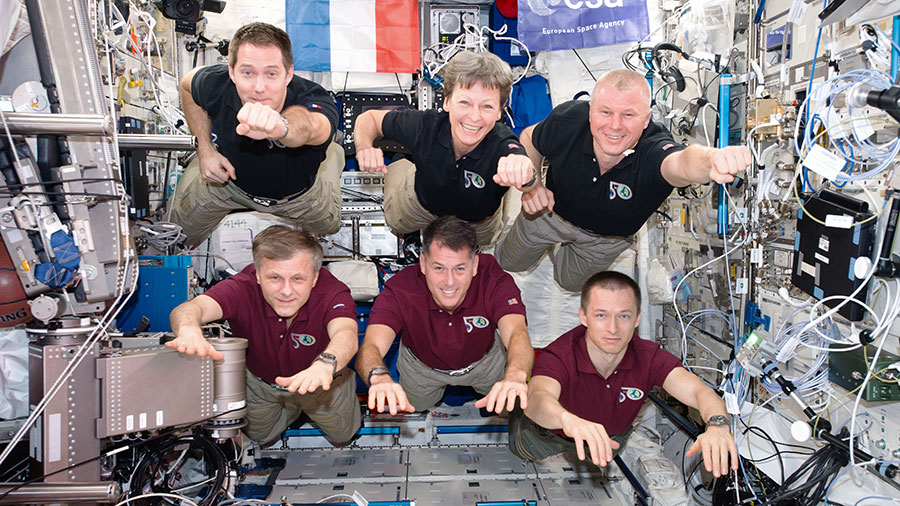
L'équipage de l'expédition 50 flotte ici dans le module européen Columbus.
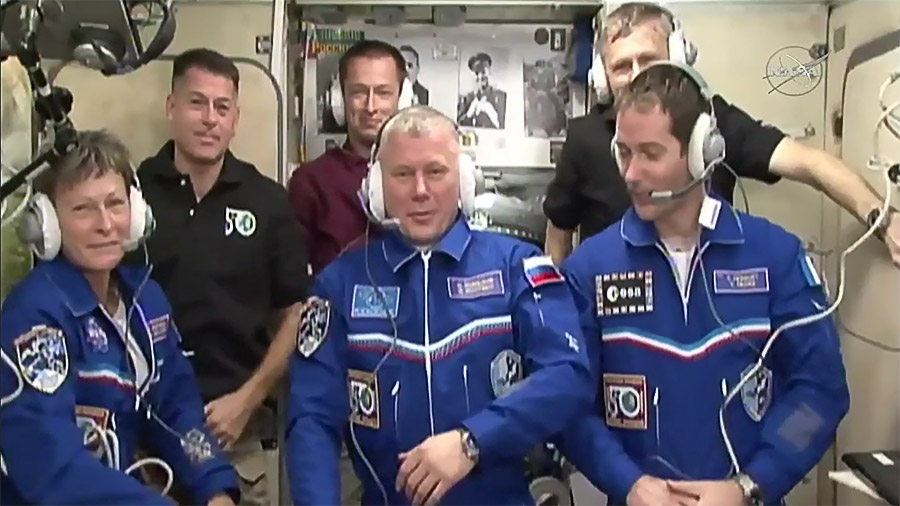
Conférence juste après l'arrivée de Peggy, Oleg et Thomas à bord du Soyouz MS-04.

## Voir Aussi